# Mount Crowell
Mount Crowell är ett berg i Antarktis. Det ligger i Västantarktis. Argentina, Chile och Storbritannien gör anspråk på området. Toppen på Mount Crowell är 1 504 meter över havet, eller 17 meter över den omgivande terrängen. Bredden vid basen är 3,4 km.
Terrängen runt Mount Crowell är huvudsakligen kuperad. Trakten är obefolkad. Det finns inga samhällen i närheten.